# 母子及び父子並びに寡婦福祉法
母子及び父子並びに寡婦福祉法（ぼしおよびふしならびにかふふくしほう、昭和39年法律第129号）は、母子家庭等や寡婦に対する福祉資金の貸付け・就業支援事業等の実施・自立支援給付金の給付などの支援措置に関する日本の法律である。2014年（平成26年）の改正までは「母子及び寡婦福祉法」という題名であった。
社会福祉六法の1つ。1964年7月1日に公布された。

## 法律の内容
- 「この法律は、母子家庭等[注 1]及び寡婦の福祉に関する原理を明らかにするとともに、母子家庭等及び寡婦に対し、その生活の安定と向上のために必要な措置を講じ、もつて母子家庭等及び寡婦の福祉を図ることを目的とする」（第1条）。
- 厚生労働大臣は基本方針を定め（第11条）、都道府県等[注 2]は自立促進計画を策定する（第12条）。
- 都道府県等[注 2]は母子・父子自立支援員を委嘱し、母子・父子自立支援員は相談に応じ情報提供及び指導・求職活動に関する支援を行う（第8条）。
- 都道府県は一人親家庭の親や寡婦に対し事業の開始・継続や児童の修学に必要な資金を福祉資金として貸し付けることができ（第13条、第31条の6及び第32条）、都道府県は母子・父子福祉団体[注 3]に対し事業の開始・継続に必要な資金を福祉資金として貸し付けることができる（第14条、第31条の6及び第32条）。
- 都道府県・市町村・届出事業者[注 4]は、一人親家庭の親や寡婦が病気などで日常生活に支障を生じた場合に保育・食事の世話・生活相談などを行う日常生活支援事業を行うことができる（第17条、第31条の7及び第33条）。
- 国は一人親家庭の親・その児童・寡婦の雇用の促進に関する調査研究・研修を行うものとし、都道府県又はその委託を受けた者はこれらの者に対し就職に関する相談・職業能力の向上その他の就職支援を行うことができる（第30条、第31条の9及び第35条）。
- 都道府県等[注 2]は、一人親家庭の親・これを雇用する事業主に対し、一人親家庭の親が職業訓練・資格取得などを支援するために必要な給付金を自立支援給付金として支給することができる。
- 都道府県・市町村・それらの委託を受けた者は、一人親家庭の親・その児童・寡婦に対し、情報提供・児童の学習支援・相互交流の機会の提供などを生活向上事業として行うことができる（第31条の5、第31条の11及び第35条の2）。
- これらのほか、以下のような配慮をするよう定めている。
  - 公共施設内で母子家庭の母親、寡婦や母子・父子福祉団体が、売店・理容所・美容所等の施設をしようとする場合には、施設設置者が許可するよう努めなければならない（第25条及び第34条）。
  - 母子家庭の母親・寡婦が、製造たばこの小売販売業を営もうとする場合には、財務大臣は許可するよう努めなければならない（第26条及び第34条）。
  - 地方公共団体が公営住宅の供給を行う場合には、一人親家庭の福祉が増進されるように特別の配慮をしなければならない（第27条及び第31条の8）。
  - 市町村は子ども・子育て支援法に規定する特定教育・保育施設の利用等について、処分を行おうとするときは、一人親家庭の福祉が増進されるように特別の配慮をしなければならない（第28条及び第31条の8）。

## 経緯
1964年（昭和39年）に制定された。制定当時の題名は母子福祉法であった。
1981年（昭和56年）には題名が母子及び寡婦福祉法に改正された。
2014年（平成26年）には、一人親家庭への支援を拡充するとともに、子どもの貧困対策に資するため、「母子家庭」を「母子家庭等（母子家庭及び父子家庭）」に改め父子家庭を対象に加えるとともに、母子家庭等同士の交流事業や母子家庭等の親・児童に対する相談支援などを生活向上事業として法定化するなどの改正が行われ、題名が母子及び父子並びに寡婦福祉法に改正された。

## 構成
- 第1章 総則（第1条 - 第10条の2）
- 第2章 基本方針等（第11条・第12条）
- 第3章 母子家庭に対する福祉の措置（第13条 - 第31条の5）
- 第4章 父子家庭に対する福祉の措置（第31条の6 - 第31条の11）
- 第5章 寡婦に対する福祉の措置（第32条 - 第35条の2）
- 第6章 福祉資金貸付金に関する特別会計等（第36条・第37条）
- 第7章 母子・父子福祉施設（第38条 - 第41条）
- 第8章 費用（第42条 - 第45条）
- 第9章 雑則（第46条・第47条）
- 第10章 罰則（第48条）
- 附則